# أشنة الأيل
أُشْنَة الأَيِّل (الاسم العلمي: Cladonia) هي جنس من الأشنات الشبيهة بالنباتات الحزازية يتبع فصيلة أشنيات الأيل [الإنجليزية] (الاسم العلمي: Cladoniaceae). تُعتبر مصدرًا غذائيًا أساسيًا للرَّنَة. تعتبر أنواع أشنة الأيل ذات أهمية اقتصادية بالنسبة لرعاة الرنة، مثل شعوب سامي في الدول الاسكندنافية أو النينتسيين في روسيا. تُستخلَص مركَّبات المضادات الحيوية من بعض الأنواع لتكوين كريم مضاد حيوي. تُستخدم الأنواع الخضراء الفاتحة أشنة الأيل نجمية الرؤوس [الإنجليزية] في التزيين بالزهور.